# ロベルタス・ヤフトカス
ロベルタス・ヤフトカス（Robertas Javtokas、1980年3月20日 - ）は、リトアニアのプロバスケットボール選手。現在は国内リーグのBCジャルギリスに所属している。ソビエト連邦リトアニアシャウレイ出身。ポジションはセンター。211cm、120kg。

## 来歴
1997年にリトアニア・バスケットボール・リーグ (LKL) に所属する地元チームBCシャウレイでプロキャリアを始める。
1999年より1年間、アリゾナ大学へ留学。
帰国後の2000年、BCリエトゥヴォス・リータスに入団。2度のリーグ優勝に貢献。2001年のNBAドラフトでサンアントニオ・スパーズに全体56位指名を受けるも、NBAでプレーすることはなかった。
2006年、パナシナイコスBCに移籍。ユーロリーグ優勝を経験する。2007年、MBCディナモ・モスクワに移籍。

## リトアニア代表
2001年のユーロバスケットでリトアニア代表に選ばれる。以来、アテネオリンピック（2004年）、北京オリンピック（2008年）、世界選手権およびワールドカップ（2006年、2010年、2014年）、欧州選手権（2005年、2007年、2009年、2011年、2013年、2015年）でも代表に選ばれた。2016年のリオデジャネイロオリンピックでリトアニア代表のキャプテンを務め、その後代表引退を発表。